# Conroi
La palabra francesa conroi (pronunciado /kõ'rwa/) designa a una unidad de caballería que normalmente atacaba en formación cerrada. La carga se efectuaba con un número variable de caballeros en primera línea y entre dos o tres filas de profundidad. El conroi se utilizaba como fuerza de choque, siendo de las primeras caballerías pesadas que se utilizaron en las guerras medievales. Los normandos encabezados por Guillermo el Conquistador, por ejemplo, utilizaron este tipo de caballería en la Batalla de Hastings contra las filas de Haroldo II.
En francés, esta palabra aparece ya en un texto del siglo XIII del escritor anglo-normando Denis Piramus:
N'as tu ore merci de moi ?
Se tu n'en prens prechein conroi,
Ou par enging ou par desroi...